# Afinidad protónica
La afinidad protónica (PA, Epa) de un anión o de un átomo o molécula neutra es el negativo del cambio de entalpía en la reacción entre las especies anteriores y el protón en la fase gaseosa:
{\displaystyle {\ce {A- + H+ -> HA}}}
{\displaystyle {\ce {B + H+ -> BH+}}}
Estas reacciones son siempre exotérmicas en la fase gaseosa, es decir, se libera energía cuando la reacción avanza en la dirección mostrada y la entalpía es negativa, mientras que la afinidad de protones es positiva. Esta es la misma convención de signos que se usa para afinidad electrónica. La propiedad relacionada con la afinidad protónica es la basicidad de la fase gaseosa, que es la negativa de la energía de Gibbs para las reacciones anteriores, es decir, la basicidad de la fase gaseosa incluye términos entrópicos en contraste con la afinidad del protón.

## Química ácido/base
Cuanto mayor sea la afinidad de protones, más fuerte será la base y más débil será el ácido conjugado en la fase gaseosa. La base conocida (supuestamente) más fuerte es el dianión orto-dietinilbenceno (Epa = 1843 kJ/mol), seguido del anión metanido (Epa = 1743 kJ/mol) y el ion hidruro (Epa = 1675 kJ/mol), haciendo que el metano sea el ácido protónico más débil en la fase gaseosa, seguido de dihidrógeno. La base más débil conocida es el átomo de helio (Epa = 177.8 kJ/mol), haciendo del ion de hidrohelio (1+) el ácido protónico más fuerte conocido.

## Hidratación
Las afinidades de protones ilustran el papel de la hidratación en la acidez de Brønsted en fase acuosa. El ácido fluorhídrico es un ácido débil en solución acuosa (pKa = 3.15) pero un ácido muy débil en la fase gaseosa (Epa (F−) = 1554 kJ/mol): el ion fluoruro es tan fuerte como una base de SiH3− en la fase de gas, pero su basicidad se reduce en solución acuosa, ya que está fuertemente hidratado, y por lo tanto estabiliza. El contraste es aún más marcado para el ion hidróxido (Epa = 1635 kJ/mol), uno de los aceptadores de protones conocidos más fuertes en la fase gaseosa. Las suspensiones de hidróxido de potasio en dimetilsulfóxido (que no solvatan el ion hidróxido con tanta fuerza como el agua) son notablemente más básicas que las soluciones acuosas y son capaces de desprotonar ácidos tan débiles como el trifenilmetano (pKa = ca. 30).
 En una primera aproximación, la afinidad de protones de una base en la fase gaseosa puede verse como una compensación (generalmente solo parcialmente) de la energía de hidratación extremadamente favorable del protón gaseoso (ΔE = −1530 kJ/mol), como se puede ver en las siguientes estimaciones de acidez acuosa:
| Afinidad de protones      | HHe+(g)   | →   | H+ (g)  | +He (g)  | +178 kJ/mol  | [ 6 ]  | HF (g)  | →  | H+(g)   | +F−(g)  | +1554 kJ/mol | [ 4 ] | H2(g)   | →   | H+(g)  | +H−(g)   | +1675 kJ/mol | [ 4 ]  |
| Hidratación del ácido     | HHe+(aq)  | →   | HHe+(g) |          | +973 kJ/mol  | [ 10 ] | HF (aq) | →  | HF (g)  |         | +23 kJ/mol   | [ 7 ] | H2(aq)  | →   | H2(g)  |          | −18 kJ/mol   | [ 11 ] |
| Hidratación del protón    | H+(g)     | →   | H+ (aq) |          | −1530 kJ/mol | [ 7 ]  | H+ (g)  | →  | H+(aq)  |         | −1530 kJ/mol | [ 7 ] | H+ (g)  | →   | H+(aq) |          | −1530 kJ/mol | [ 7 ]  |
| Hidratación de la base    | He (g)    | →   | He (aq) |          | +19 kJ/mol   | [ 11 ] | F− (g)  | →  | F− (aq) |         | −13 kJ/mol   | [ 7 ] | H− (g)  | →   | H−(aq) |          | +79 kJ/mol   | [ 7 ]  |
| Equilibrio de disociación | HHe+ (aq) | →   | H+ (aq) | +He (aq) | −360 kJ/mol  |        | HF (aq) | →  | H (aq)  | +F−(aq) | +34 kJ/mol   |       | H2 (aq) | →   | H+(aq) | +H− (aq) | +206 kJ/mol  |        |
| pKa estimado              | −63       | −63 | −63     | −63      | −63          | −63    | +6      | +6 | +6      | +6      | +6           | +6    | +36     | +36 | +36    | +36      | +36          | +36    |

Estas estimaciones se deben al hecho de que el cambio de energía libre de la disociación es, en efecto, la pequeña diferencia de dos grandes números. Sin embargo, se predice correctamente que el ácido fluorhídrico es un ácido débil en solución acuosa y el valor estimado para la pKa de dihidrógeno está de acuerdo con el comportamiento de los hidruros salinos (por ejemplo, hidruro de sodio) cuando se usa en síntesis orgánica.

## Diferencia de pKa
Tanto, afinidad protónica y pKa son medidas de la acidez de una molécula, y por lo tanto reflejan el gradiente termodinámico entre una molécula y la forma aniónica de la molécula después de la eliminación de un protón de ella. Implícito en la definición de pKa sin embargo es que el aceptor de este protón es el agua, y se establece un equilibrio entre la molécula y la solución a granel. En términos más generales, pKa se puede definir con referencia a cualquier disolvente, y muchos ácidos orgánicos débiles han medido los valores de pKa en DMSO. Grandes discrepancias entre valores de pKa en el agua frente a DMSO (es decir, el pKa de agua en el agua es 14, pero el agua en DMSO es 32) demuestran que el disolvente es un socio activo en el proceso de equilibrio de protones, y así, pKa no representa una propiedad intrínseca de la molécula de forma aislada. En contraste, la afinidad de protones es una propiedad intrínseca de la molécula, sin referencia explícita al solvente.
Una segunda diferencia surge en señalar que pKa refleja una energía libre térmica para el proceso de transferencia de protones, en el que términos tanto entálpicos y entrópicos se consideran juntos. Por lo tanto, pKa está influenciado tanto por la estabilidad del anión molecular como por la entropía asociada a la formación y mezcla de nuevas especies. La afinidad de protones, por otro lado, no es una medida de energía libre.